# Frédéric Herpoel
Frédéric Herpoel, né le 16 août 1974 à Mons, est un footballeur belge évoluant au poste de gardien de but.

## En club

### Anderlecht
Repéré au club de Havré par le Sporting d'Anderlecht à 14 ans, Herpoel signe son premier contrat pro avec les Mauves en 1994. Il n'entre pas vraiment en ligne de compte chez les Mauves, devant se contenter d'un statut de réserviste, derrière notamment Filip De Wilde, puis Geert de Vlieger. Pour jouer, le joueur doit quitter le Sporting. 

### La Gantoise
En août 1997, Herpoel rejoint le club du KAA La Gantoise, suivant l'entraîneur Johan Boskamp, et le coach des gardiens Nico de Bree, qui quittent également le Sporting. où il devient un monument, jouant plus de 300 matches pendant plus de 10 ans (1997-2007). Après deux saisons, le gardien devient le capitaine des Buffalos. Le 27 août 2006, Frédéric Herpoel a joué son 300e match pour son club gantois. Le match contre l’équipe de Charleroi fut remporté 2 buts à 1. 
Le gardien inscrit par ailleurs deux buts sous la vareuse des Buffalos. Le premier face à son ancien club d'Anderlecht lors de la saison 97-98 sur une montée de dernière minute pour offrir l'égalisation à ses couleurs (1-1). Cette réalisation a été discutée, les images ne permettant pas d'établir avec certitude la paternité du but, compte tenu de la mêlée devant le but anderlechtois. La seconde réalisation ne souffre aucune discussion, Herpoel transformant un penalty face à Mouscron en 2006. 
Au terme de la saison 2006-07, le contrat du portier montois n'est pas prolongé, et Herpoel se retrouve sans club. 

### RAEC Mons
Dégoûté par l'attitude de la direction gantoise, qui lui avait promis une prolongation, Herpoel pense arrêter sa carrière. Il est par la suite en contact avec Malines et Saint-Trond en Belgique, et avec Cannes (France) et Roda (Pays-Bas) à l'étranger. Il faut attendre la fin du mois de novembre avant de voir le gardien rebondir. Westerlo et Mons font une offre au gardien, qui choisit de retourner dans sa région d'origine. À partir de janvier, il prend la place de titulaire, qu'il conservera pendant 18 mois. Il est versé dans le noyau B du RAEC Mons lors de la saison 2009 - 2010 (saison pendant laquelle il ne joua aucun match). Il met fin à sa carrière en mai 2010.

## En sélection
Sélectionné 35 fois en équipe nationale, il n’a cependant joué que 7 matchs pour celle-ci. Sélectionné par Robert Waseige, il honore sa première cap en montant au jeu à la suite de la blessure de Philippe Vandewalle lors d'un amical aux Pays-Bas en septembre 1999 (5-5). 
Il prend part du banc à l'Euro 2000, et doit attendre le début de l'année 2002 pour retrouver les terrains avec la vareuse nationale lors d'un amical en Grèce (défaite 3-2), suivi quelques jours plus tard par une première titularisation face à la Slovaquie (1-1). Il est sélectionné pour la Coupe du Monde 2002, mais ne monte pas au jeu.
Il prend encore part à des bribes de matches amicaux en Pologne, en Algérie, contre la France et en Allemagne. Sa dernière sélection a lieu en août 2005, mais il ne quittera pas le banc. 

## L'après-carrière
Après avoir rangé les crampons, l'ancien gardien des Diables s'est reconverti comme consultant pour la chaîne de télévision privée RTL, commentant les rencontres de Coupe de Belgique et de Ligue des Champions. En avril 2018, il devient conseiller du club de Mons-Quévy, mais quitte ses fonctions à peine un mois plus tard.
Le 23 juin 2020 il devient le président sportif du RAEC Mons, Le 20 septembre 2022 le club décide de mettre fin à leur collaboration.

## Distinctions personnelles
- Gardien de l'année en 2004 avec le KAA La Gantoise.
- Prix du Fair-Play en 2007 avec le KAA La Gantoise et en 2008 avec le RAEC Mons.